# Pythagora Switch
 (mai 2018).
Si vous disposez d'ouvrages ou d'articles de référence ou si vous connaissez des sites web de qualité traitant du thème abordé ici, merci de compléter l'article en donnant les références utiles à sa vérifiabilité et en les liant à la section « Notes et références ».
 (mai 2018).
Pythagora Switch (PythagoraSwitch; ピタゴラスイッチ, Pitagora Suitchi) est une série télévisée d'animation pour une partie puis en prises de vues réelles pour l'autre éducative japonaise créée par NHK et diffusée sur sa chaîne centrale.
La série a pour but de développer la créativité de l'enfant et de le divertir quelques fois.
Il existe aussi une version de cinq minutes appelée Pythagora Switch Mini (PythagoraSwitch Mini) stylisée (Pythagora Switch mini, PythagoraSwitch mini)
La série reste inédite dans les pays francophones malgré son franc succès à travers le monde.

## Synopsis
La série a pour but d'enseigner aux enfants à être créatifs.
Ainsi, des petits parcours sont montrés dans la série dans le but de réveiller le goût de l'imagination et de la créativité chez l'enfant.
On peut voir aussi des séquences animées mais tout à fait réelles comme celles de personnages bricolés et fait donc à l'aide de bois par une personne dont on ne voit que la main et qui interagissent grâce à une méthode de créativité de cette main.
D'autres séquences, toujours animées portent sur des personnages qui sont cette fois-ci des marionnettes.
Il y a aussi d'autres petites séquences comme celles des jeux de réflexion où il faut trouver les différences entre les images, elles aussi animées. Les différences étant révélées cinq secondes après par superposition des deux images pour les faire bouger.
Pour les séquences en prise de vue réelles, il y a par exemple, l'Algorithm March (danse et jeu devenu un succès de NHK et de l'émission).
Il s'agit d'une danse et d'un jeu consistant à faire en équipe et alignés toutes les gymnastiques que demande la chanson chantée.
L'humour de ce jeu dans la série est que tous les membres de l'équipe (qui sont tous des adultes) sont habillés en tenue de sport alors que deux d'entre eux portent des vestes.

## Pythagora Switch Mini
Cette version est diffusée dans pratiquement tous les pays hors du Japon.
Cette version est connue pour être diffusée sur la chaine d'NHK depuis Avril 2015, soit treize ans après le Pythagora Switch d'origine.

## Production
La partie faite pour apprendre la créativité à l'enfant est supervisée par Masahiko Satō (佐藤雅彦) et Masumi Uchino (内野真澄).
Bien qu'il n'y ait pas de réelle collaboration entre les Etats-Unis et le Japon dans la création de la série, les Etats-Unis sont légèrement impliqués puisqu'il s'agit après tout de la chaine NHK.

## Distribution
Les voix-off qui lancent les séquences, les jeux ou qui font les voix des personnages sont entre autres : Dankichi Kuruma (車だん吉), Jun Inoue (井上順) et Tsuyoshi Kusanagi (草彅剛)

## Influence
- Le nom Pythagora dans le titre de la série est une référence à Pythagore.